# Potatishandlaren
Potatishandlaren är en svensk komedifilm från 1996 i regi av Lars Molin, med Ingvar Hirdwall, Rolf Lassgård och Eva Gröndahl i huvudrollerna. Filmmanuset bygger på en novell av Ulla Ekh ur samlingen Ingrid Bergmans fötter publicerad 1985. Filmen släpptes på köpvideo 1998 via Media Market Partners och 2004 på DVD via Pan Vision.

## Handling
Märta är en medelålders kvinna som fortfarande bor tillsammans med sin gamle far, änklingen Johansson, och sköter om det mesta på dennes bondgård. Johansson oroar sig över sitt jordbruks framtid där Märtas kärleksliv står i centrum. En dag kommer potatishandlaren Sture till gården, och Johansson börjar se en ljusning.

## Rollista
- Ingvar Hirdwall – Johansson
- Eva Gröndahl – Märta
- Rolf Lassgård – Sture, potatishandlaren
- Folke Asplund
- Göran Forsmark
- Viktor Friberg
- Håkan Fohlin
- Johan Hedenberg